# Aforador de combustible
En automoción e ingeniería aeroespacial, un aforador de combustible es un instrumento utilizado para indicar la cantidad de carburante en un tanque de combustible. En ingeniería eléctrica, el término se utiliza para determinar el estado de carga de los acumuladores.

## Vehículos de motor

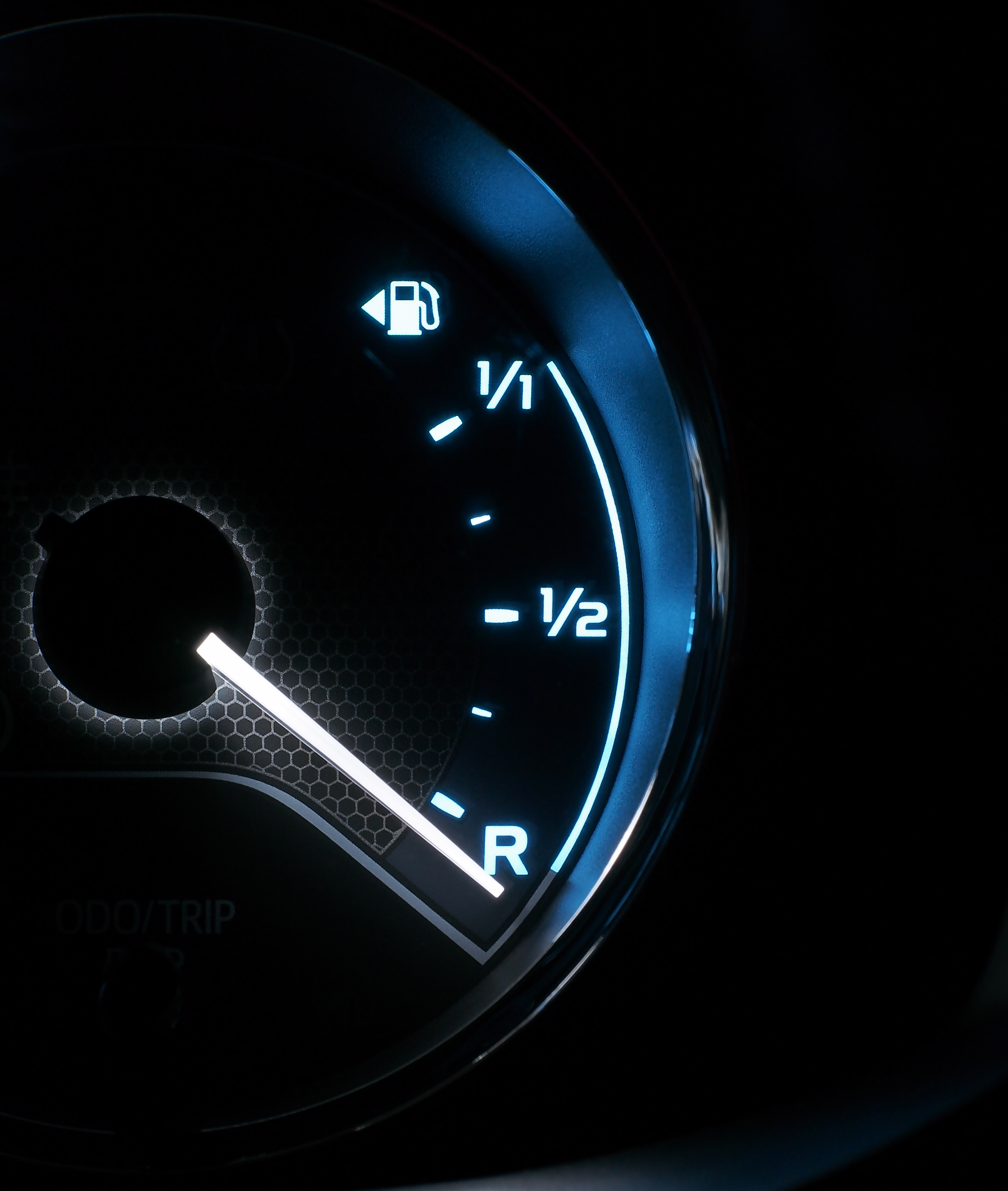
Un aforador de combustible analógico en un Toyota Corolla de 2016.

El método de empleo en vehículos consta de dos partes:
- La unidad de envío: en el tanque
- El indicador: en el salpicadero

La unidad de envío normalmente está compuesta por una boya o flotador, que está conectada a un potenciómetro. A medida que el depósito se vacía, la boya flotante desciende, reduciendo la resistencia del potenciómetro que se ve reflejado en el indicador del salpicadero. Además, cuándo la resistencia alcanza cierto punto, también activará la «luz de reserva».
Por otro lado la unidad de indicación, (normalmente implementada en el salpicadero) mide y muestra eléctricamente la cantidad de flujo a través de la unidad de envío. Cuándo el nivel de combustible en el tanque es alto y el flujo de corriente a través del potenciómetro será el máximo, indicando que está lleno. Cuando más vacío esté el tanque, el flujo de corriente a través del potenciómetro será menor, por lo que la aguja se encontrará más abajo.

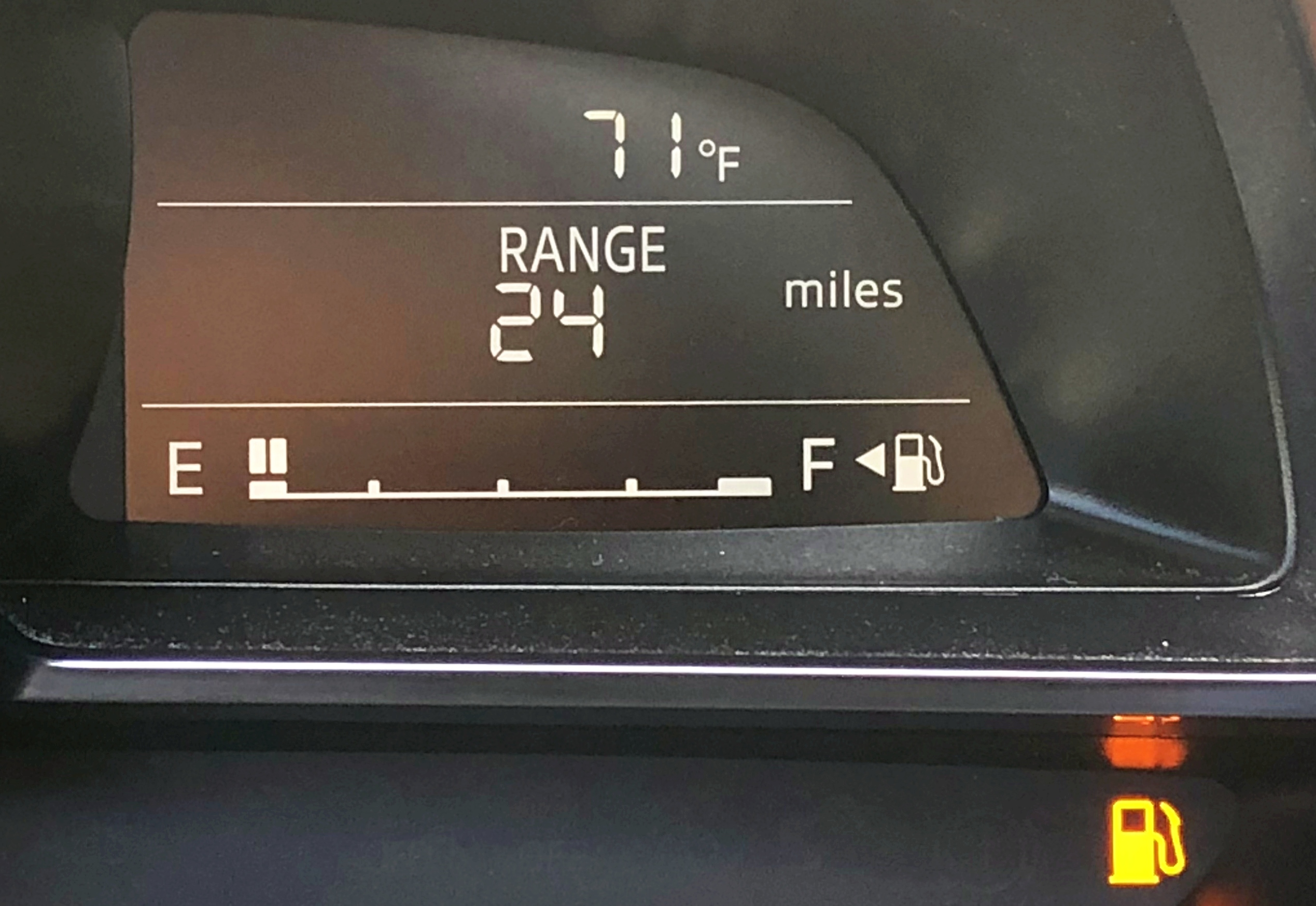
Indicador de combustible digital en un Mazda 3 de 2018.

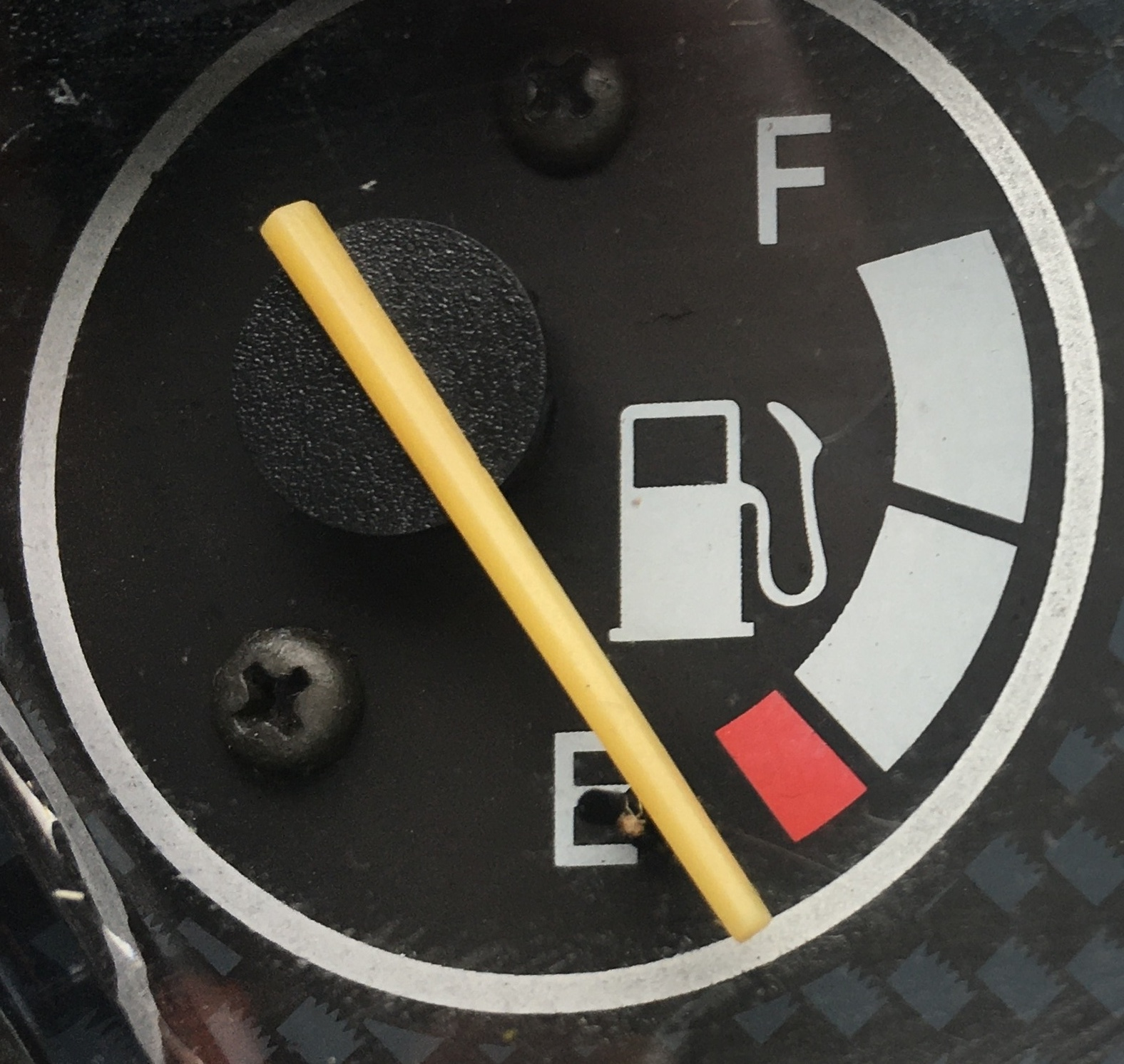
Indicador de combustible analógico en una moto de 49 china de 2008, con el pictograma internacional de un surtidor de combustible.

## Aeronaves
Actualmente es común el uso de aforadores de combustible del tipo magnetorresistencia en aeronaves pequeñas, como avionetas, ofreciendo una potencial alternativa al uso automovilístico. Estos sensores de nivel del combustible funcionan de forma similar al potenciómetro, mediante un sensor sellado en el que se encuentra el flotador que determina la posición angular de un par de imanes que se encuentran a cada extremo. Estos son altamente precisos y la electrónica se encuentra completamente fuera del depósito de combustible. Las resistencias magnéticas son adecuadas para todo tipo de combinaciones de fluido o combustible, incluyendo LPG y LNG. La indicación de nivel de combustible para estos emisores puede ser mediante voltaje radiométrico o Bus CAN digital.